# Манастир Сочаница
Манастир Сочаница се налази 3,5 километара од истоименог села у општини Лепосавић и припада Епархији рашко-призренској Српске православне цркве.

## Манастирска црква
Манастирска црква је посвећена Усековању светог Јована Крститеља, подигнута је 1862. године, на месту старије цркве, посвећене Ваведењу Пресвете Богородице. На основу једне надгробне плоче пронађене око саме цркве, зна се да је црква била активна 1643. године, а сама Сочаница се, као Селчаница, помиње у оснивачкој повељи краља Милутина (1282—1321), својој задужбини Бањској, која се налази у непосредној близини Сочанице. Сам манастир је активан од 2002. године, када се око манастирске цркве настанило братство, које је због напада албанских екстремиста, напустило манастир Зочиште код Ораховца.
Олтарски део манастирске цркве је направљен у стени, а испод њега је 2007. године откривен отвор који води ка подземним катакомбама. Стручњаци Покрајинског завода за заштиту споменика из Приштине претпостављају да ове катакомбе потичу из II или III века и да су их користили први хришћани, који су живели у римском граду Municipium Dardanorum који се налазио на овом простору.
Као метох манастира Сочанице обновљен је манастир Свете Петке у месту Улије код Церањске реке.